# Poslední akční hrdina
Poslední akční hrdina (v originále Last Action Hero) je americká akční komedie. V hlavních rolích hrají Arnold Schwarzenegger, Austin O'Brien a Charles Dance.

## Děj
Danny Madigan (Austin O'Brien), mladý kluk, který má rád filmy s kladným hrdinou Jackem Slaterem (Arnold Schwarzenegger), dostal pozvání od promítače Nicka (Robert Prosky) na půlnoční zkušební promítání nového filmu Jack Slater IV. Ještě před filmem mu dá Nick, kouzelnou vstupenku, kterou kdysi dostal od samotného Houdiniho.
Vstupenka jej v průběhu filmu přenese do filmu a stane se tak nechtěně parťákem samotného Jacka Slatera. Danny se snaží Jacka přesvědčit, že vše kolem něj je jen fikce a on je postavou ve filmu. To se mu však nedaří. Díky tomu, že Danny viděl začátek filmu, ukáže Slaterovi kde a kdo zabil jeho bratrance Franka (Art Carney).
Vivaldi (Anthony Quinn), který za touto vraždou stojí, přikáže svému zabijákovi Benedictovi (Charles Dance), aby oba zlikvidoval. Ten přepadne dům Jacka Slatera, ukradne Dannymu jeho vstupenku a bombou zničí vše v okolí. Jack, kterému jeho šéf Dekker (Frank McRae) vždy vyčítá, kolik toho zničil, je suspendován. I přesto Jack své vyšetřování nevzdává.
Před otravou plynem zachrání společně s Dannym účastníky pohřbu Leo prďocha, členy Toreliho gangu, které chce zlikvidovat Vivaldi. Benedikt následně zabije Vivaldiho a sám se chce stát největším gangsterem. Taktéž přišel na to, co dokáže Dannyho vstupenka.
V tuto chvíli do gangsterské rezidence vjede Jack a Danny ve velkém vozidle a chce Benedicta zatknout. Po krátké roztržce se Benedict neočekávaně ocitne v Dannyho světě. Jack jej samozřejmě následuje, ale bolestivě zjišťuje, že tento nový svět, ve který nevěřil, není jako ten jeho. Zranění více bolí a co víc, může klidně i zemřít.
Benedict si uvědomil, co může s kouzelnou vstupenkou dokázat. Nejprve se však musí zbavit svého úhlavního nepřítele Jacka Slatera. Rozhodne se jej zbavit tím, že zabije jeho filmového představitele – Arnolda Schwarzeneggera. Tento plán ovšem Jack s Dannym prokouknou a proto se zúčastní premiéry nového filmu Jack Slater IV, které se zúčastní i Schwarzenegger. Zde ale také narazí na Sekáče (Tom Noonan), kterého Benedict získal ve filmu Jack Slater III. Sekáč vezme Dannyho jako rukojmí na střehu, kam později dojde i Jack. Zde se opakuje situace právě jako z filmu Jack Slater III, kde měl Sekáč jako rukojmí Jackova syna. Toho tehdy Sekáč shodil ze střechy. Podobně to dopadlo i s Dannym. Jack Sekáče zlikviduje elektrickým proudem. Poté zjistí, že se Danny zachytil na římse protější budovy. Po jeho záchraně a návratu na střechu domu se na scéně objeví Benedict, který chce oba zastřelit. Po krátkém monologu Benedicta, který odhaluje své plány na vybudování filmové bandy zločinců (mluví o Draculovi, Freddy Kruegrovi, Adolfu Hitlerovi, Hannibalovi Lecterovi, King Kongu a Rosemary a jejím děťátku). Po souboji ve kterém byl Jack postřelen do hrudi a Benedict zabit byla vstupenka výbuchem odnesena před kino, ve kterém byl promítán film Sedmá pečeť. Smrt (Ian McKellen) vystupuje díky vstupence z plátna.
Danny sám doveze Jacka zpět do kina v přesvědčení, že po návratu do filmu bude Jackovo smrtelné zranění opět jenom škrábnutím. Absence kouzelné vstupenky tomu návratu však brání. Na scéně se také objevuje Smrt. Dannymu poví, že byla jen zvědavá a pro nikoho si nepřišla. Taktéž Dannymu poradí, aby vyhledal druhou polovinu vstupenky, kterou mu Nick při půlnočním promítání odtrhl.
Po jejím nalezení se Jack může vrátit do filmu. Danny se do skutečného světa nechce vrátit, Jack jej přemluví, aby tak učinil.

## Obsazení
| Arnold Schwarzenegger | Jack Slater / sám sebe |
| Austin O'Brien        | Danny Madigan |
| Charles Dance         | Benedict |
| Robert Prosky         | promítač Nick |
| Tom Noonan            | Sekáč / sám sebe |
| Frank McRae           | poručík Dekker |
| Anthony Quinn         | Tony Vivaldi |
| Bridgette Wilson      | Whitney Slater a Meredith Caprice (Whitney je Jackova dcera, Meredith je jméno herečky, která ji ztvárnila ve filmu Jack Slater) |
| F. Murray Abraham     | John Prax |
| Mercedes Ruehl        | Irene Madigan |
| Art Carney            | Frank Slater |
| Ryan Todd             | Andrew Slater |

### Cameo role
- Franco Columbu se objevil v úvodních titulcích Jacka Slatera IV jako režisér.
- Tina Turner ve filmu Jack Slater jako starostka Los Angeles.
- Když Danny společně s Jackem vcházejí do ústředí LAPD, Sharon Stone a Robert Patrick se objeví před hlavním vchodem jako Catherine Tramell (ze Základního instinktu) a T-1000 (z Terminátora 2).
- Sylvester Stallone jako Terminátor na plakátu propagující film Terminátor 2: Den zúčtování.
- Modelka Angie Everhart jako prodavačka ve videopůjčovně.
- Při premiéře filmu Jack Slater v reálném světě se zde objeví řada celebrit hrající sami sebe. Patří mezi ně tehdejší manželka Arnolda Schwarzeneggera Maria Shriver, Little Richard, Leeza Gibbons, James Belushi, Damon Wayans, Chevy Chase, Timothy Dalton, MC Hammer a Jean-Claude Van Damme.
- Ian McKellen jako Smrt z filmu Sedmá pečeť.
- Danny DeVito jako dabér kreslené kočky Whiskase.

## Zajímavosti
- Ve filmu byla použita replika „Já se vrátím“ (anglicky „I'll be back“).
- Film obsahuje mnoho cameo rolí. Viz sekce obsazení.